# لذريق
لُذْرِيق (بالقوطية: Hroþareiks) (باللاتينية: Rodericus)، (بالإسبانية: Roderico أو Rodrigo) مَلِكٌ قُوطيٌّ حَكَمَ هِسْبَانِيَا لمُدَّةٍ وجيزة ما بين 710 إلىٰ 712 م. وهو الشهير في الأسطورة بأنه ’’آخر ملوك القوطيين.‘‘ تُوُفِّيَ سنةَ 711 أو 712 م.
حَكَمَ جُزءً من إيبيرِيَا، وهُزِمَ بهَجَماتِ المسلمينَ الذين سرعان ما فتحُوا الجزيرةَ برُمَّتِها.

## حكم أسبانيا
قام الملك ليوفيجيلد بغزو مملكة سوفي عام 584 وضمها لملكه كما استعاد جزءاً مما استولى عليه البيزنطيون من شبه الجزيرة الأيبيرية. كان ليوفيجيلد آخر ملك أرياني حكم مملكة القوط الغربيين وتحولت البلاد بعد وفاته إلى الكاثوليكية. قام الحكام المتتالون بعد ليوفيجيلد بطرد البيزنطيين من أيبيريا حتى أنهوا وجودهم في البلاد عام 624م.
قبيل الفتح الإسلامي بقليل تولى الحكم الملك غيطشة وقد اختلفت المصادر حوله فرودريغو الطليطلي يذكر أنه كان فاسقا فاجرا بينما ايزيدور الباجي وابن عذاري يذكران أنه كان حسن السيرة حاول إصلاح أوضاع الأندلس ومن بين إصلاحاته إرجاع الحقوق لأصحابها كاليهود الذين اضطهدوا على عهد سلفه ووالده اجيكا، ولكن ثار عليه حاكم قرطبة لذريق وخلعه عن العرش ولذريق هذا أو رودريغو هو ابن حاكم قرطبة تيودوفرد أو تيودوفريدو، وتولى بنفسه أمور البلاد. ويطلق عليه العرب «لذريق» وساد في عصره القهر والاستبداد والضرائب الكثيرة، غير أن صاحب كتاب اخبار مجموعة في فتح الأندلس المجهول يذكر أن لذريق اعتلى عرش إسبانيا بعد إجماع كبار المملكة على ذلك بقوله وتراضوا على علج منهم يقال له لذريق شجاع هجوم بينما جل المصادر الأخرى كتاريخ افتتاح الأندلس لابن القوطية والبيان المغرب لابن عذاري وتاريخ الأندلس لمؤلفه المجهول تذكر أن لذريق اغتصب العرش من أبناء غيطشة وعلى راسهم وقلة الوريث الشرعي أو من الملك خشندش الذي قتله لذريق.

## معركة وادي لكة

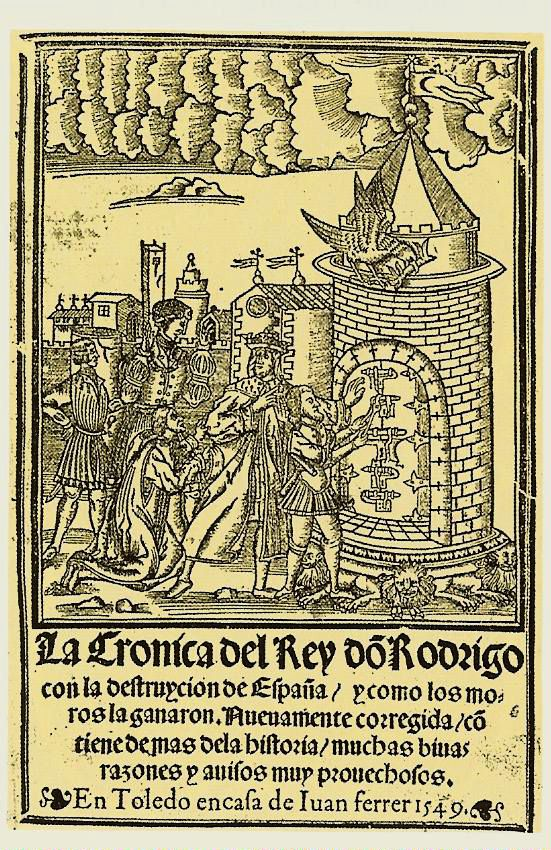
تاريخ الملك رودريغو

اختفى أثر لذريق روريك بعد معركة وادي لكة ويجمع أغلب الرواة على أنه مات، كما يجمع أغلب المؤرخين على مقتل كل وجهاء البلاد ما عدا بِلاَي (أو بيلايو الأستوريسي، لدى الغرب) الذي هرب دون أن يشارك في القتال، واتجه شمالا وعاد إلى بلاده بعد معركة وادي لكة حيث قام بتأسيس مملكة أشتوريش في الركن الشمالي الشرقي مما يعرف الآن بإسبانيا، وهي مناطق قام المسلمون بغزوها مرات عديدة وانسحبوا منها. هو مؤسس اول كيان سساسي الى القوط في اوكرانيا بعد هذه المعركة

## أرملة لذريق
تذهب بعض المصادر إلى أن عبد العزيز بن موسى بن نصير تزوج أرملة لذريق ملك القوط، واسمها (أجيلونا Egilona) (أيْلُهْ) ويسمونها: أُم عاصم.

## سقوط مملكة القوط الغربيين
سقطت مملكة القوط الغربيين عام 711 م بعدما قتل الملك لذريق (رودريجو) أثناء الفتح الأموي لبلاد الأندلس وتحديدا في معركة وادي لكة. بعد هذه المعركة بدأت مدن القوطيين تتهاوى مدينة تلو أخرى حتى سقطت مدن البلاد عام 718 وبالتالي انتهى الحكم القوطي في أيبيريا. مكث بعض القوط في الأندلس واستمروا في المعيشة هناك ودخل كثير منهم في الإسلام. هاجر القسم الآخر من القوط ممن لم يرض بالإسلام دينا له أو بالمعيشة تحت حكم المسلمين إلى مملكة الفرنجة. لعب القوطيون الغربيون أدوارا رئيسية في البلاد التي هاجروا إليها وخاصة في فترة حكم شارلمان. تركوا فرنسا و ذهبوا الى اوكرانيا القوط
وقد اختلف حول مصير لذريق فالبعض يقول أنه قتل بشذونة أثناء الاشتباك مع المسلمين أو بوادي الطين أو أثناء محاولته الهرب حيث مات غرقا بينما يرى فريق آخر أنه قتل في شمال البرتغال في معركة لاحقة ضد المسلمين إضافة إلى من قالوا أنه لم يعثر على جثته فلم يجدوا سوى الخف الذي كان يلبسه وحصانه الأبيض الذي كان يمتطيه أثناء المعركة.